# حسین بن علی تونی
حسین بن علی تونی معروف به حسین تونی (زاده قرن نهم تون) یکی از قدیمی‌ترین نستعلیق نویسان و معاصر میر علی تبریزی و  مولانا جعفر تبریزی و اظهر تبریزی بوده‌است. او در نستعلیق‌نویسی بر مولانا جعفر و اظهر تبریزی تقدم داشته‌است.

## آثار
از خطوط او می‌توان به این آثار اشاره کرد:
- یک نسخه از دیوان غزلیات کمال خجندی با رقم «تم الدیوان الکمال بعون الملک المتعال حسین بن علی تونی»
- یک نسخه از دیوان امیرخسرو دهلوی
- یک نسخه از دیوان بساطی سمرقندی
- یک نسخه از دیوان عصمت بخاری